# حزب داهوميان التقدمي
حزب داهوميان التقدمي (بالفرنسية: Parti Progressisite Dahoméen)‏ كان حزبًا سياسيًا قصير العمر في داهومي الفرنسية.

## التاريخ
تأسس الحزب في عام 1958 عن طريق اندماج الحزب الجمهوري لداهومي بقيادة سورو ميغان أبيثي وتجمع داهوميان الديمقراطي بقيادة هوبير ماغا.  وينتمي إلى حزب التجمع الأفريقي. 
ومع ذلك، انهار الحزب في العام التالي بسبب الخلافات الداخلية حول العلاقة المستقبلية مع فرنسا. ونتيجة لذلك، انقسم الفصيلان إلى الحزبين الأصليين.  في العام التالي اندمجوا مرة أخرى، وهذه المرة إلى جانب حركة التحرير الوطني لتشكيل حزب الوحدة داهوميان. 